# Adam Stegerwald

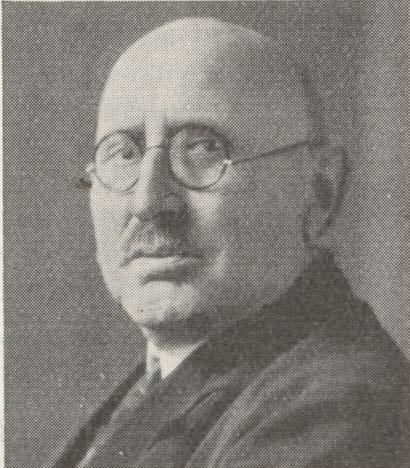
Adam Stegerwald, 1931

Adam Stegerwald (* 14. Dezember 1874 in Greußenheim bei Würzburg; † 3. Dezember 1945 in Würzburg) war ein deutscher Politiker (Zentrum, später CSU). Er war Mitbegründer der christlichen Gewerkschaften in Deutschland und der CSU in Bayern.

## Leben und Werk

### Kaiserreich
Der Sohn eines Kleinbauern besuchte von 1881 bis 1888 die Volksschule in Greußenheim. Eine Lehre als Schreiner absolvierte er in Würzburg. Nach seiner Lehre begab er sich in Süddeutschland und in der Schweiz auf Wanderschaft. 1893 trat er in den katholischen Gesellenverein in Günzburg (Schwaben) ein. In München arbeitete er seit 1896 im Arbeiterwahlverein des Zentrums. Vornehmlich setzte er sich für den Aufbau einer christlichen Gewerkschaftsbewegung ein. 1899 wurde er ehrenamtlicher Erster Vorsitzender des Zentralverbandes christlicher Holzarbeiter, dem er bis 1903 vorstand.
Von 1900 bis 1902 war er Privathörer bei Lujo Brentano für zwei Semester für Volkswirtschaftslehre und spezielle Nationalökonomie an der Universität München. Von 1903 bis 1905 besuchte er Vorlesungen an der Handelshochschule Köln. Von 1903 bis 1929 wirkte er als Generalsekretär des Gesamtverbandes der christlichen Gewerkschaften Deutschlands. Parallel war er von 1908 bis 1914 internationaler Sekretär der Christlichen Gewerkschaftsinternationale, die aber keine Wirksamkeit entfaltete.
In der Konzeption der Gewerkschaftspolitik steuerte er einen antisozialistischen, kaisertreuen und die deutsche Kolonialpolitik unterstützenden Kurs und versuchte durch Zusammenschluss mit weiteren Organisationen (Deutschnationaler Handlungsgehilfen-Verband, evangelische und katholische Arbeitervereine) zu einem Deutschen Arbeiterkongress zu gelangen, um ein Gegengewicht zu den freien Gewerkschaften zu schaffen. Er unterstützte den Kriegskurs der Regierung und wurde von 1916 bis 1919 Vorstandsmitglied des Kriegsernährungsamts. Von 1917 bis 1918 gehörte er dem Preußischen Herrenhaus an.

### Weimarer Republik
Als Vertreter der christlichen Gewerkschaften unterzeichnete er das Arbeitsgemeinschaftsabkommen zwischen den Unternehmerverbänden und den Gewerkschaften am 15. November 1918. In einer Anfang 1919 in der Schriftenreihe des Generalsekretariats zum Studium und zur Bekämpfung des Bolschewismus Revolutionäre Streitfragen erschienenen Broschüre Unsere Not und unsere Rettung nahm er gegen die Rätebewegung Stellung und forderte ihre Auflösung. Von 1919 bis 1929 trat er an die Spitze des christlichen Deutschen Gewerkschaftsbundes (DGB). Jetzt widmete er sich immer mehr der Politik und wurde von 1919 bis 1920 Mitglied der Nationalversammlung. Er gehörte dem Ausschuß zur Vorberatung des Entwurfs einer Verfassung für das Deutsche Reich der Nationalversammlung an. Von 1919 bis 1921 gehörte er der preußischen Landesversammlung an.

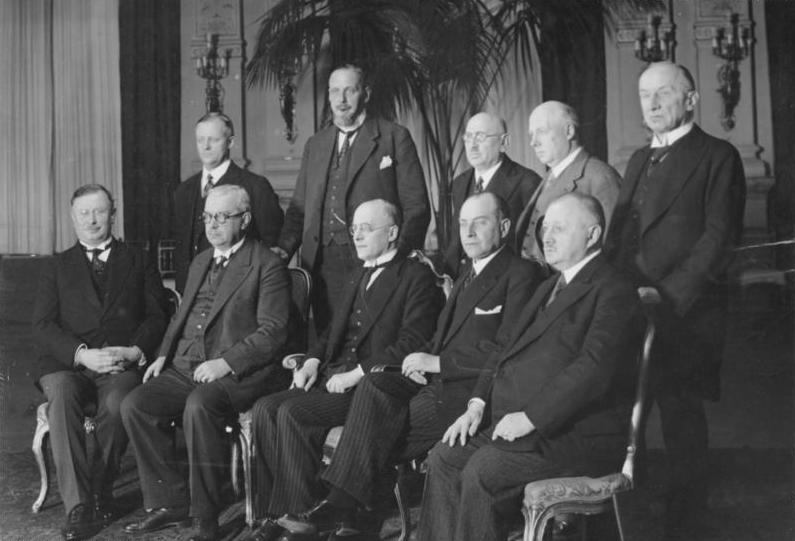
Fotografie des Reichskabinetts Brüning I

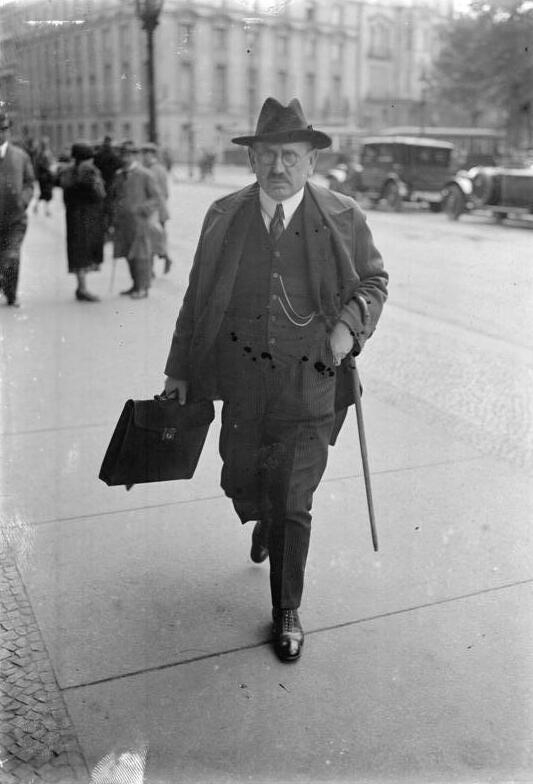
Adam Stegerwald, 1930

Von März 1919 bis November 1921 war er preußischer Minister für Volkswohlfahrt. Von April bis November 1921 bekleidete er zugleich das Amt des preußischen Ministerpräsidenten, von April 1929 bis März 1930 das des Reichsverkehrsministers, von März 1930 bis Mai 1932 das des Reichsarbeitsministers.
Von Januar 1919 bis Juni 1920 vertrat er den Wahlkreis 20 der Regierungsbezirke Köln und Aachen im Reichstag, von Juni 1920 bis Mai 1924 den Wahlkreis 19 Westfalen-Nord und von Mai 1924 bis November 1933 den Wahlkreis 17 Westfalen-Nord. Vorsitzender der Reichstagsfraktion des Zentrums war er von Januar bis April 1929.
Als Reichsarbeitsminister im Kabinett seines früheren persönlichen Referenten Heinrich Brüning versuchte er, unter den extremen Bedingungen der Weltwirtschaftskrise wenigstens die Grundlagen des Weimarer Sozialstaates zu retten, scheiterte darin aber an Widerständen der Schwerindustrie. Bereits zu dieser Zeit warnte er, dass die soziale Verschärfung notwendigerweise die politische Radikalisierung von rechts und von links nur verstärken könne.

### Nationalsozialismus
Am 21. Februar 1933 wurde er auf einer Wahlveranstaltung in Krefeld von Nationalsozialisten tätlich angegriffen. Im März 1933 führte er zusammen mit Ludwig Kaas und Albert Hackelsberger Verhandlungen mit Adolf Hitler, als deren Ergebnis die Zentrumspartei dem Ermächtigungsgesetz zustimmte.
Im Juli 1933 erfolgte gemeinsam mit Heinrich Imbusch der Ausschluss aus der Deutschen Arbeitsfront. Von 1933 bis 1934 wurde er zusammen mit Wilhelm Marx und Heinrich Brauns im Prozess gegen den Kölner Volksverein-Verlag in seiner Funktion als Vorstandsmitglied des Volksvereins für das katholische Deutschland angeklagt, der Prozess wurde aber 1934 eingestellt.
Während der nationalsozialistischen Herrschaft blieb Stegerwald ohne politischen Einfluss. Am 30. Juli 1934 tauchte er vorübergehend unter. Von 1934 bis 1935 übte er die Funktion eines Hausvogts von zwei Frauenklöstern in und bei Berlin aus. 1935 erwarb er eine Beteiligung an einer Torfverwertungsgesellschaft. 1937 kaufte er ein Mietshaus zur Alterssicherung aus nachgezahlten Übergangsgeldern seiner Ministerzeit. In Briefen mit Eugen Bolz, Thomas Esser und Jean Albert Schwarz setzte er sich mit dem Nationalsozialismus auseinander. Er plädierte für ein Abrücken der katholischen deutschen Bischöfe von ihrem strikt ablehnenden Kurs gegenüber dem Regime, da er andernfalls mit einer weiteren Radikalisierung der NS-Politik und einer zwangsweisen Zerschlagung der Kirchen rechnete.
Bis Ende 1938 erhielt er Mittel aus dem Bezug des Übergangsgelds aus seiner Ministertätigkeit. Im Juni 1939 wurde er in der SD-Übersicht Erfassung führender Männer der Systemzeit (Konfessionelle Parteien) aufgeführt. Im März 1944 siedelte er nach der Ausbombung nach Greußenheim über. Nach dem Attentat vom 20. Juli 1944 wurde er zeitweise im Rahmen der Aktion Gewitter verhaftet. Vom 24. August bis 19. Oktober 1944 war er von der Gestapo im Würzburger Gefängnis inhaftiert.

### Nachkriegszeit
Bereits 1920 hatte Stegerwald auf dem Kongress der christlichen Gewerkschaften in Essen seine Überlegungen zur Gründung einer konfessionsübergreifenden, antisozialistischen Volkspartei, die möglichst breite Schichten der Bevölkerung ansprechen sollte, vorgestellt. Sein Ansatz, „zwischen der Arbeiterschaft und der landwirtschaftlichen Bevölkerung sowie zwischen den Konfessionen Brücken zu schlagen“, fand aber erst nach dem Ende des Zweiten Weltkriegs größere Resonanz.
Am 11. Mai 1945 wurde er auf Veranlassung der amerikanischen Besatzungsmacht zum Regierungspräsident des Bezirks Unterfranken ernannt. Stegerwald wurde zum führenden Kopf der Würzburger Gruppe, die neben der Münchner Gruppe um Josef Müller maßgeblich an der Gründung der Christlich-Sozialen Union im Sommer und Herbst 1945 beteiligt war.
Am 14. August vertrat er bei dem Gespräch im Münchner Rathaus über die Gründung einer bayerischen Partei mit christlich-sozialer Grundhaltung seine Vorstellungen von einer „Brückenpartei“. Am 21. August 1945 hielt er im Stadthaus zu Würzburg eine vielbeachtete Rede zu der Frage „Wo stehen wir?“ Er sah die Hauptursache für die Katastrophe des Zweiten Weltkrieges in der langwierigen Zersplitterung Deutschlands, die nach der späten Einigung im 19. Jahrhundert zu übertriebenem Machthunger geführt habe. Damit im Zusammenhang habe die Sehnsucht nach Volksgemeinschaft gestanden, wie sie schließlich die Nationalsozialisten versprachen. Große Mitschuld habe auch die Verbreitung der Dolchstoßlegende gehabt und insbesondere das letztliche Zusammengehen von Reichspräsident Hindenburg mit Hitler. Stegerwald forderte ein ausdrückliches Bekenntnis zur Demokratie und die Abkehr vom Gedanken der Staatsallmacht.
Adam Stegerwald starb im Dezember 1945 an einer Lungenentzündung.

## Andenken

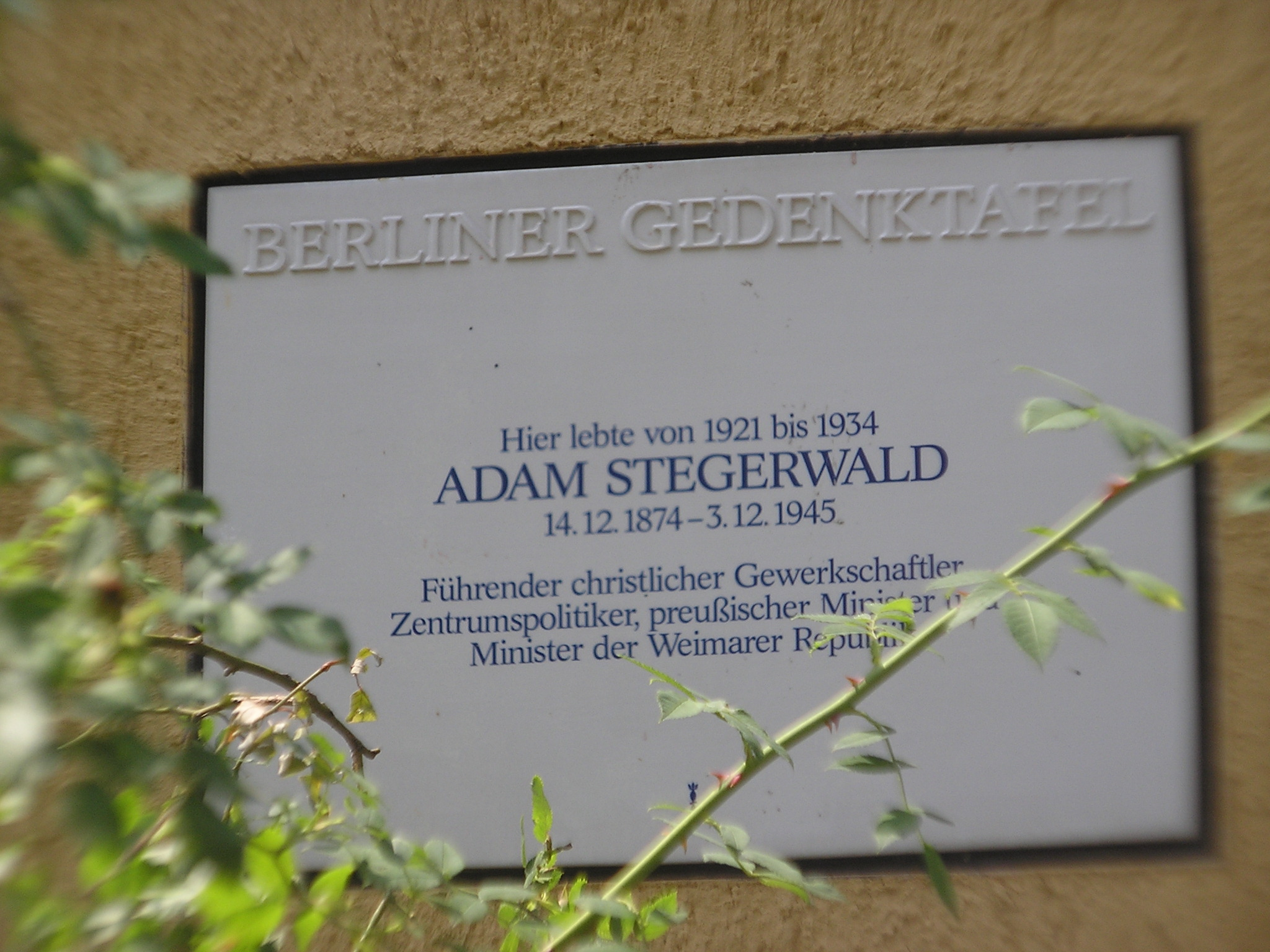
Gedenktafel für Adam Stegerwald an seinem ehemaligen Wohnhaus in der Zoppoter Straße 62 in Berlin-Schmargendorf

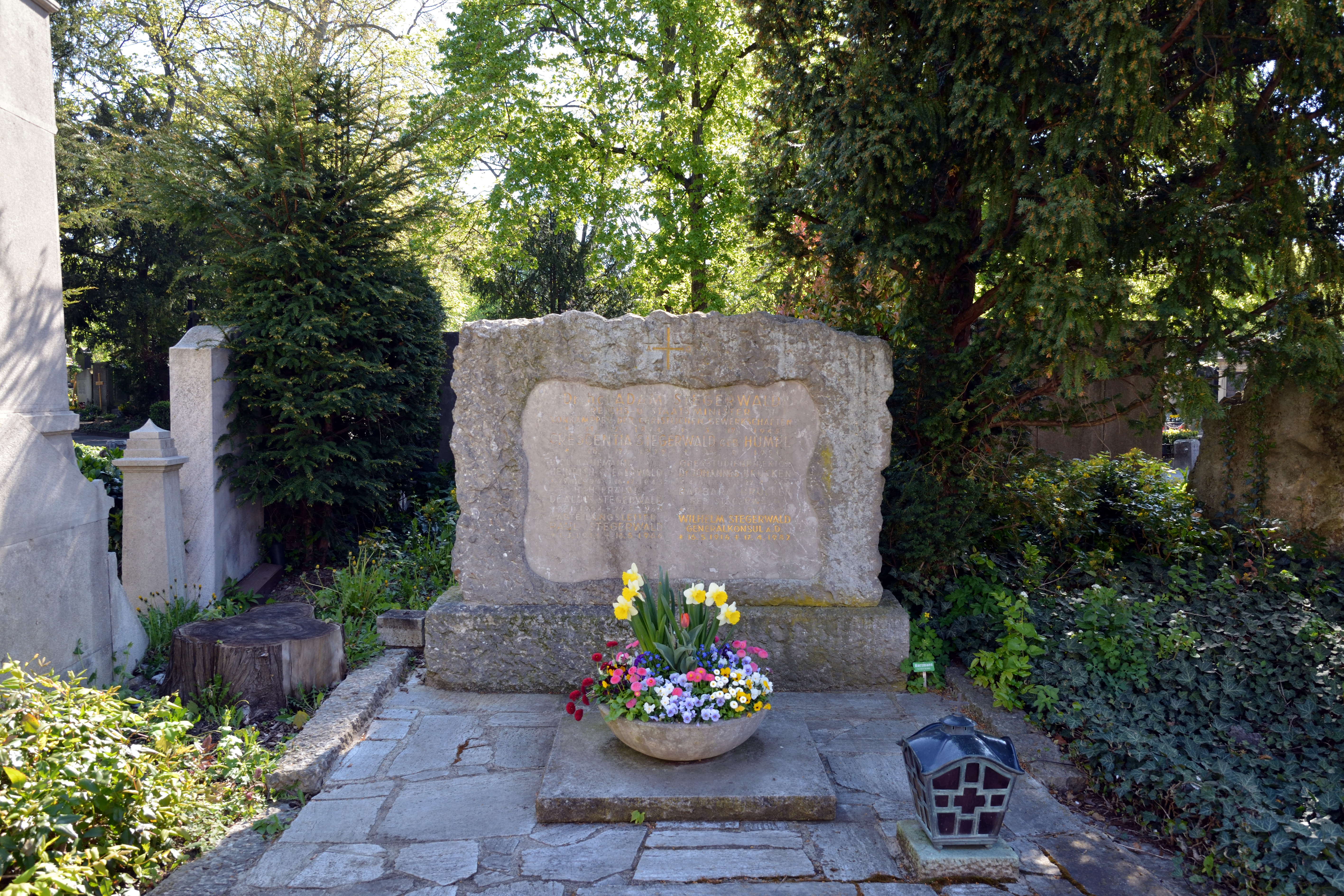
Grabmal auf dem Hauptfriedhof Würzburg

Heute sind nach ihm der Adam-Stegerwald-Kreis, der Veranstaltungen zur politischen Bildung organisiert, das Adam-Stegerwald-Haus in Königswinter, die Stegerwaldstiftung, sowie in Köln-Mülheim die Stegerwaldsiedlung benannt. In Würzburg gibt es das Adam-Stegerwald-Haus, ein Studentenwohnheim im Stadtbezirk Frauenland. Die Geschäftsstelle der CSU Würzburg Land und Stadt befindet sich im Adam Stegerwald-Haus im Stadtbezirk Zellerau. Eine Adam-Stegerwald-Straße gibt es in mehreren Städten, so in Bamberg, Bocholt, Bremen, Dachau, Düsseldorf, Frechen, Gerolzhofen, Haßloch, Heinsberg, Hilden, Greußenheim, Koblenz, Köln-Mülheim, Kürnach, Langenhagen, Lüdinghausen, Ludwigshafen, Mainz, Mülheim, Osnabrück, Papenburg, Remscheid, Schweinfurt, Twistringen und Trier. In Berlin, Würzburg und Leipzig wurden nach ihm die Stegerwaldstraße und in Hamburg-Horn der Stegerwaldring benannt.